# Helensburgh
Helensburgh (Baile Eilidh en gaélico escocés) es un pueblo grande situado en la costa norte del fiordo de Clyde y en la costa este de la entrada del lago Gareloch. Históricamente se pertenecía a Dunbartonshire, se trasladó a la provincia de Argyll y Bute en 1996. Está localizada en la costa norte del fiordo de Clyde y en la costa este de la entrada del lago Gareloch. Helensburgh está a 40 kilómetros al noreste de Glasgow. Se orienta al sur hacia Greenock, qué está a aproximadamente 5 kilómetros. Loch Lomond (que forma parte del primer parque nacional de Escocia, se encuentra apenas 6 kilómetros hacia al norte.   

## Historia
Helensburgh se fundó en 1776, cuando Sir Ian Colquhoun de Luss construyó un balneario en el terreno del Castillo Ardencaple. Él entonces construyó el pueblo al este del balneario, inspirado en la Ciudad nueva de Edimburgo, y lo bautizó en homenaje a su esposa, Helen. Colquhoun organizó un servicio de transporte de pasajeros a través del fiordo de Clyde hasta Greenock, que tuvo mucho éxito en atraer a los residentes que se podían desplazar desde sus lugares de trabajo hasta sus nuevos hogares en Helensburgh.
En 1808, el ingeniero Henry Bell compró los baños termales y el hotel, el cual era supervisado por su mujer mientras él se dedicaba a los nuevos barcos de vapor, tales como el Charlotte Dundas y el North River Steamboat, que Robert Fulton había presentado en Nueva York. Para mejorar el negocio hotelero, Bell construyó el barco Comet y en 1812 introdujo el primer servicio exitoso de barco de vapor en Europa, que transportaba pasajeros por el río Clyde desde Glasgow hasta Greenock y Helensburgh. El negocio de los barcos de vapor de Clyde se desarrolló rápidamente, y los embarcaderos de Helensburgh y Craigendoran (un suburbio situado al este del pueblo) se convirtieron en grandes puntos de partida.

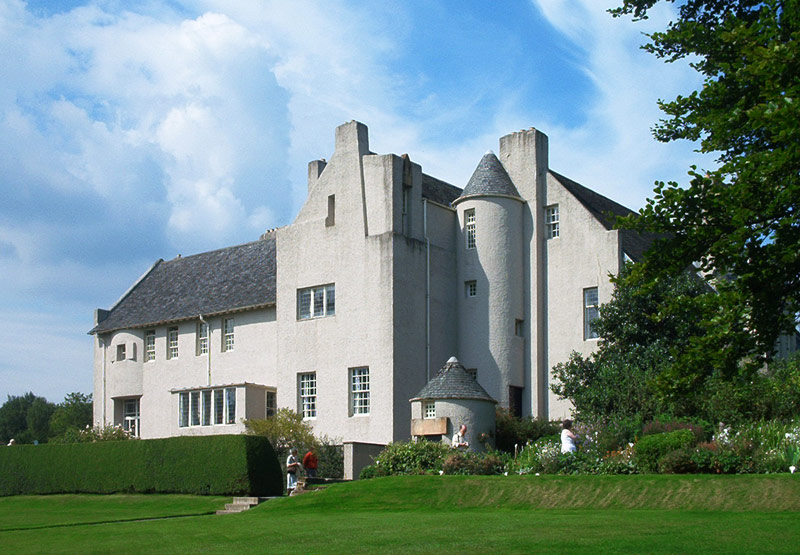
Mansión Hill House, en Helensburgh.

El minero de carbón Charles Harper, nacido en Helensburgh, emigró a Nueva Gales del Sur (hoy un estado australiano) y se convirtió en el primer gerente de la Metropolitan Coal Company, antes de fallecer en un accidente en 1887. En ese año, la empresa había obtenido una concesión minera en una zona al sur de Sídney conocida como Camp Creek. Cuando la mina de carbón abrió al año siguiente, el pueblo fue bautizado como «Helensburgh», posiblemente en homenaje a la tierra natal de Harper o a su hija, Helen. Hoy, los dos pueblos homónimos están hermanados.
En 1902, el arquitecto Charles Rennie Mackintosh diseñó la mansión Hill House para Walter Blackie. La casa está situada en la Colquhoun Street, al norte del pueblo. Hoy es propiedad de la National Trust for Scotland y es una atracción turística muy popular.
El pueblo también es conocido por ser la tierra natal del inventor de la televisión, John Logie Baird, de la actriz Deborah Kerr, que fue nominada al premio Oscar, y del actor Jack Buchanan. El autor A. J. Cronin vivió en el pueblo durante su infancia, así como el compositor James Peace. Helensburgh fue también el hogar del Reverendo John Christie, Moderador de la Asamblea General de la Iglesia de Escocia, desde 2010 hasta 2011.